# Franz Hössler

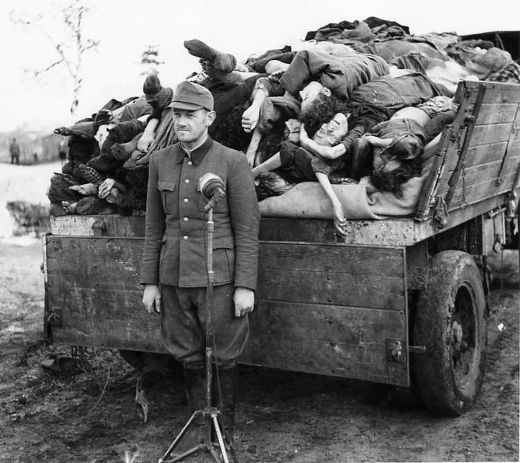
Franz Hössler v Bergen-Belsenu

Franz Hössler také Franz Hößler (4. února 1906 – 13. prosince 1945 Hameln) byl během druhé světové války německý příslušník SS v hodnosti Obersturmführer a velitel stráží (Schutzhaftlagerführer) v koncentračních táborech Auschwitz-Birkenau, Mittelbau-Dora a Bergen-Belsen. V procesu Bergen-Belsen byl za zločiny proti lidskosti odsouzen k trestu smrti.

## Před válkou
Narodil se v roce 1906 ve městě Oberdorf (dnes Marktoberdorf) ve Švábsku v Německu jako syn předáka. Brzy opustil školu, aby se stal fotografem. Pracoval jako skladník a během Velké hospodářské krize byl nezaměstnaný. Začátkem listopadu 1932 vstoupil do NSDAP a SS. Hössler byl ženatý a měl tři děti.
Během svého působení v SS, byl povýšen do hodnosti SS-Obersturmführer a stal se důstojníkem v záloze ve Waffen-SS. Po založení koncentračního tábora Dachau v červenci 1933 se stal prvním členem strážního sboru a později pracoval jako kuchař. V Dachau sloužil až do vypuknutí druhé světové války.

## Auschwitz
V červnu 1940 byl převelen do nově otevřeného koncentračního tábora Auschwitz (Osvětim). Řídil táborové kuchyně a občas byl využit jako vedoucí pracovního oddílu (Kommandoführer). V roce 1941 se stal vůdcem pracovního nasazení (Arbeitsdienstführer). 28. července 1941 doprovázel Hössler přepravu 575 vybraných vězňů z Auschwitzu do centra „eutanazie“ na zámku Sonnenstein, kde byli zavražděni jako součást Akce 14f13 v rámci programu Akce T4. V červnu 1942 se spolu s Otto Mollem a Hansem Aumeierem podíleli na zabití 168 přeživších z neúspěšného povstání v trestní části Auschwitz I.
Od září do listopadu 1942 brigáda složená z vězňů zvaných Sonderkommando Hössler exhumovala 107 000 mrtvol z masových hrobů kolem Auschwitzu I, aby je spálila v novém krematoriu v Auschwitz II. Vězni Sonderkommanda byli poté téměř vždy zavražděni. Zároveň pracoval ve starém krematoriu v hlavním táboře Auschwitz I, podílel se zde i na posílání lidí do plynových komor. V srpnu 1943 byl povýšen do funkce Schutzhaftlagerführer v ženském táboře Auschwitz-Birkenau, kterému velel společně s Marií Mandlovou. V této funkci se podílel mimo plynování vězňů i na selekcích.
Filip Müller, jeden z mála členů Sonderkommanda, který přežil Osvětim, parafrázoval Hösslerův projev, který přednesl skupině řeckých Židů ve svlékací místnosti před plynovými komorami:
„Za správu tábora vás vítám. Toto není rekreační středisko, ale pracovní tábor. Stejně jako naši vojáci riskují své životy na frontě, aby získali vítězství Třetí říši, budete zde muset pracovat pro blaho nové Evropy. Jak se k tomuto úkolu postavíte je jen na vás. Šance je tu pro každého z vás. Postaráme se o vaše zdraví a nabídneme vám také dobře placenou práci. Po válce budeme hodnotit každého podle jeho zásluh a podle toho s ním budeme zacházet.
Teď prosím, aby se všichni svlékli. Zavěste si oblečení na háčky, a nezapomeňte své číslo háčku. Po koupeli bude pro všechny připravena mísa polévky a kávy nebo čaje. Ach ano než zapomenu, po vaší očistě si prosím připravte své dokumenty, abychom mohli zaměstnat každého podle jeho vzdělání a schopností.
Diabetici, kteří nemají povolen cukr, ať to nahlásí zaměstnanci ve službě po koupeli.“
SS-Obersturmführer Franz Hössler

Mezi 15. březnem a 15. květnem 1944 byl také velitelem koncentračního tábora (KZ-Kommandant) Neckarelz v německém Mosbachu, což byl pobočný tábor většího táborového komplexu Natzweiler-Struthof v okupované Francii. Po invazi spojenců Francie v červnu 1944 se vrátil do Auschwitzu, kde setrval do evakuace v lednu 1945.

## Dora-Mittelbau
V lednu 1945, když Rudá armáda překonala německé pozice na východní frontě se personál SS z Auschwitzu evakuoval do koncentračního tábora Dora-Mittelbau. Dne 4. dubna 1945 spojenecké letectvo provedlo zničující nálet na Nordhausen a ihned na to byla zahájena evakuace Dory. Pochod smrti vedl Hössler směrem do stále fungujícího koncentračního tábora Bergen-Belsen.

## Bergen-Belsen
8. dubna 1945 dorazil se svým transportem do Bergen-Belsenu a stal se zástupcem velitele tábora Josefa Kramera. 15. dubna 1945 byl Hössler nalezen britskou armádou skrývající se mezi vězni v maskovaném oděvu. Zajatci SS pak byli nuceni pohřbít tisíce mrtvol ležících v areálu tábora v hromadných hrobech.

## Odsouzení a smrt
Hössler a 44 dalších příslušníků táborového personálu byli souzeni v procesu Bergen-Belsen britským vojenským soudem v Lüneburgu. Během soudního procesu Anita Laskerová dosvědčila, že se účastnil výběrů pro plynovou komoru. Byl odsouzen k trestu smrti a oběšen 13. prosince 1945 ve vezení v Hamelnu.